# Чесуолд
Чесуолд (англ. Cheswold) — город в округе Кент в штате Делавэр США. По данным переписи 2020 года, численность населения составляла 1923 человека.

## Население
| 2010 | 2020  |
| ---- | ----- |
| 1380 | ↗1923 |